# Indianola (Iowa)
Indianola é uma cidade localizada no estado americano de Iowa, no Condado de Warren.

## Demografia
Segundo o censo americano de 2000, a sua população era de 12.998 habitantes.
Em 2006, foi estimada uma população de 14.227, um aumento de 1229 (9.5%).

## Geografia
De acordo com o United States Census Bureau tem uma área de
23,8 km², dos quais 23,8 km² cobertos por terra e 0,0 km² cobertos por água. Indianola localiza-se a aproximadamente 293 m acima do nível do mar.

## Localidades na vizinhança
O diagrama seguinte representa as localidades num raio de 16 km ao redor de Indianola.